# ハルカゼ
ハルカゼは、pe'zmokuのシングル。2009年2月4日、デフスターレコーズより発売。

## 解説
ミニ・アルバム『蒼白い街』より4ヶ月ぶりのリリース。pe'zmoku初のシングル作品。

## 収録曲
1. ハルカゼ (4:01)
（作詞：suzumoku　作曲：Ohyama"B.M.W."Wataru）
tvk「saku saku」2月エンディングテーマ
2. ちょっと (4:18)
（作詞：Ohyama"B.M.W."Wataru　作曲：ヒイズミマサユ機）
3. ペズモク大作戦 (4:24)
（作詞：ヒイズミマサユ機,suzumoku　作曲：Ohyama"B.M.W."Wataru）
映画「デメキング」主題歌
4. ハルカゼ (Instrumental) (4:00)

全編曲：pe'zmoku